# Rainmeter
Rainmeter ist eine Erweiterung für den Desktop und ein System-Beobachtungs-Programm (System Monitoring) bei Windows ab Windows XP.

## Idee
Das Betriebssystem Windows wird gewöhnlich mit einer nahezu leeren Arbeitsfläche installiert. Da das System nur ungenügend Möglichkeiten bietet, die Symbole auf dem Desktop anzuordnen, war auch ein voller Desktop unübersichtlich und daher unpraktikabel. Rainmeter ist ein Ansatz, den ungenutzten Platz zu füllen, indem dort Informationen, Designelemente und Schnellstarter angezeigt werden. Windows 8 setzt inzwischen im Startmenü-Ersatz Ähnliches um, da aber der Desktop erhalten bleibt und die neue Startumgebung kaum Anpassungsmöglichkeiten bietet, geben Desktoperweiterungen weiterhin zusätzliche Möglichkeiten.

## Funktionsweise
Rainmeter wird mit der Desktop-Umgebung von Windows gestartet und interpretiert Konfigurationsdateien (genannt Skins) in einem speziellen Format, wobei üblicherweise jede Datei ein bestimmtes Element auf dem Desktop anzeigen kann.
Die Konfigurationen geben an, welche Informationen aus welcher Quelle ausgelesen werden sollen und teilen Rainmeter mit, wie diese anzuzeigen sind und welche Interaktionsmöglichkeiten angeboten werden sollen.
In der Standardinstallation werden bereits fertige, in sich kompatible Konfigurations-Sammlungen mitgeliefert – sogenannte Suites – die für Neueinsteiger ein umfangreiches Angebot an visuell zusammenpassenden Konfigurationen bereitstellen.
Beispiele für mitgelieferte Datenquellen sind: Systemzeit, Systeminformationen, Systemauslastung, Feedreader, Medieninformationen. Weitere können durch Plug-ins hinzugefügt werden. Die ausgelesenen Daten können (unter anderem) als Text, Graphen, Balken und Bilder angezeigt werden.

## Nutzung
Hauptverwendung ist der Desktop-Modding-Bereich, da viele Funktionen darauf ausgelegt sind, Systeminformationen anzuzeigen oder wiederholte Arbeitsschritte zu verkürzen. Kleine Änderungen (etwa Anordnung auf dem Desktop) an bestehenden Suites erfordern keine Programmierkenntnisse, eigene Skins zu erstellen dagegen setzt derartige Fertigkeiten sowie Verständnis der Syntax dringend voraus (es gibt keinen Editor, die Dateien müssen händisch geschrieben werden).
Rainmeter ist das populärste Tool seiner Art (mit knapp 2 Millionen Downloads der vorletzten Version) und ist insbesondere verbreitet unter Computerspielern (da diese etwa im Overclocking-Bereich von jederzeit verfügbaren und aktuellen Systeminformationen profitieren).